# Sakskøbing Sogn
Sakskøbing Sogn 
ist eine Kirchspielsgemeinde (dän.: Sogn)
auf der Insel Lolland im südlichen Dänemark.
Bis 1970 gehörte sie zur Harde Musse Herred im damaligen Maribo Amt, danach zur Sakskøbing Kommune im Storstrøms Amt, die im Zuge der  Kommunalreform zum 1. Januar 2007 in der Guldborgsund Kommune in der Region Sjælland aufgegangen ist.

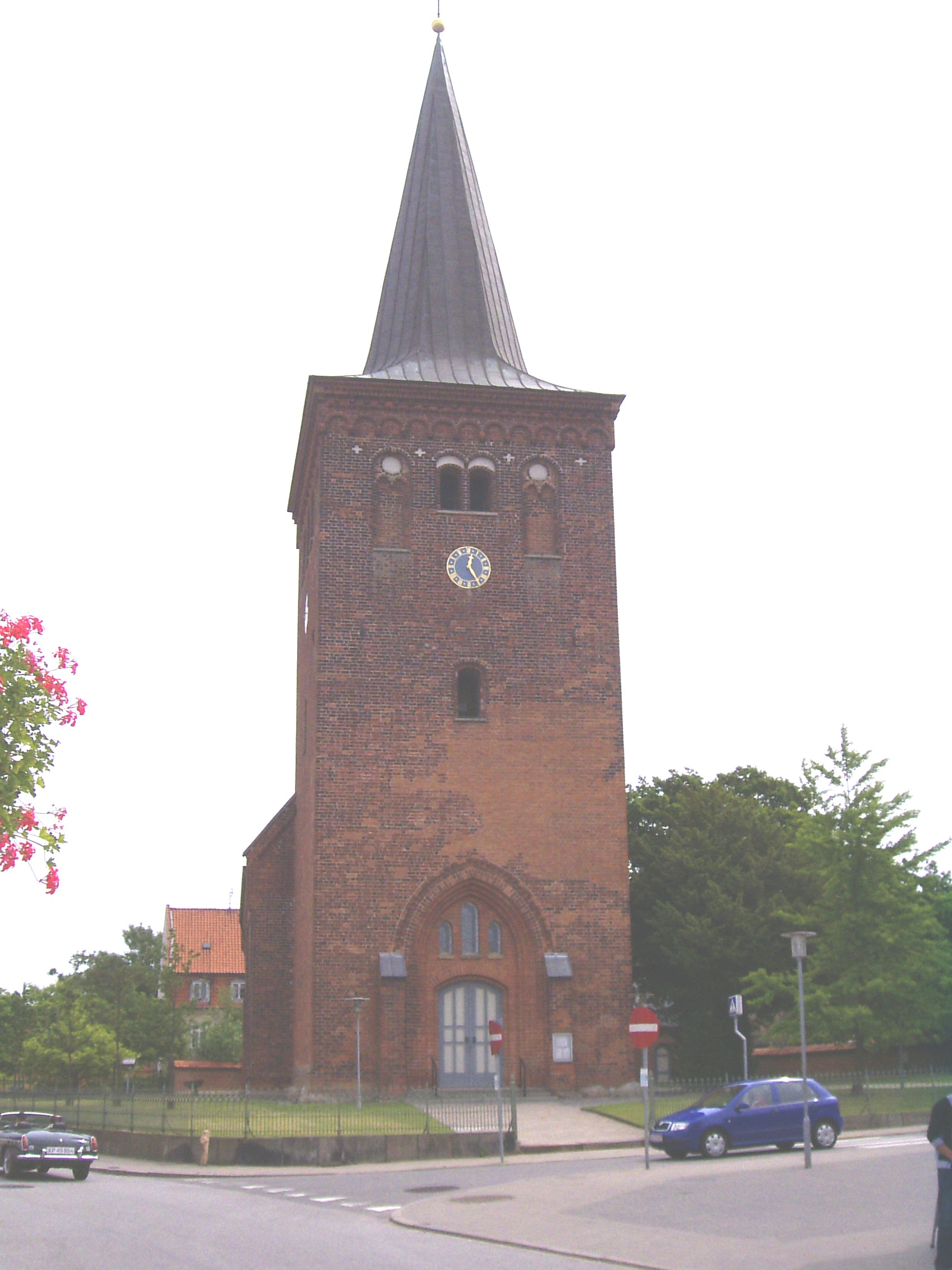
Sakskøbing Kirke

Im Kirchspiel leben 4644 Einwohner, davon 4590 im ehemaligen Kommunenzentrum Sakskøbing (Stand: 1. Januar 2023).
Im Kirchspiel liegt die Kirche „Sakskøbing Kirke“.
Nachbargemeinden sind im Norden Tårs Sogn, im Osten Majbølle Sogn, im Südosten Radsted Sogn, im Süden Slemminge Sogn und im Westen Våbensted Sogn.